# Marele Premiu al Australiei
Marele Premiu al Australiei este o cursă organizată anual în Australia, care face parte din calendarul Formulei 1 până în 2025.
Deși nu a fost inclusă în Formula 1 până în 1985, Marele Premiu al Australiei a făcut parte din motorsportul australian încă din 1928. Prima cursă, organizată la Circuitul Phillip Island, a fost câștigată de Arthur Waite conducând un Austin 7 modificat. Acest eveniment sportiv a fost centrul seriei Tasman dintre 1964 și 1969 și a fost o etapă a campionatului piloților Australieni pentru mulți ani (1957-1983). De la introducerea sa în calendarul Formulei 1 în 1985, Marele Premiu al Australiei a avut doar două locuri de organizare: un circuit stradal în Adelaide și circuitul Albert Park din Melbourne.

## Edițiile Marelui Premiu al Australiei (Formula 1)
| An     | Pole position        | Cel mai rapid tur     | Pilotul câștigător   | Constructorul câștigător   | Circuit           |
| ------ | -------------------- | --------------------- | -------------------- | -------------------------- | ----------------- |
| 1985   | Ayrton Senna         | Ayrton Senna          | Keke Rosberg         | Williams-Honda             | Adelaide          |
| 1986   | Nigel Mansell        | Nelson Piquet         | Alain Prost          | McLaren-TAG                | Adelaide          |
| 1987   | Gerhard Berger       | Gerhard Berger        | Gerhard Berger       | Ferrari                    | Adelaide          |
| 1988   | Ayrton Senna         | Alain Prost           | Alain Prost          | McLaren-Honda              | Adelaide          |
| 1989   | Ayrton Senna         | Satoru Nakajima       | Thierry Boutsen      | Williams-Renault           | Adelaide          |
| 1990   | Ayrton Senna         | Nigel Mansell         | Nelson Piquet        | Benetton-Ford              | Adelaide          |
| 1991   | Ayrton Senna         | Gerhard Berger        | Ayrton Senna         | McLaren-Honda              | Adelaide          |
| 1992   | Nigel Mansell        | Michael Schumacher    | Gerhard Berger       | McLaren-Honda              | Adelaide          |
| 1993   | Ayrton Senna         | Damon Hill            | Ayrton Senna         | McLaren-Ford               | Adelaide          |
| 1994   | Nigel Mansell        | Michael Schumacher    | Nigel Mansell        | Williams-Renault           | Adelaide          |
| 1995   | Damon Hill           | Damon Hill            | Damon Hill           | Williams-Renault           | Adelaide          |
| 1996   | Jacques Villeneuve   | Jacques Villeneuve    | Damon Hill           | Williams-Renault           | Albert Park       |
| 1997   | Jacques Villeneuve   | Heinz-Harald Frentzen | David Coulthard      | McLaren-Mercedes           | Albert Park       |
| 1998   | Mika Häkkinen        | Mika Häkkinen         | Mika Häkkinen        | McLaren-Mercedes           | Albert Park       |
| 1999   | Mika Häkkinen        | Michael Schumacher    | Eddie Irvine         | Ferrari                    | Albert Park       |
| 2000   | Mika Häkkinen        | Rubens Barrichello    | Michael Schumacher   | Ferrari                    | Albert Park       |
| 2001   | Michael Schumacher   | Michael Schumacher    | Michael Schumacher   | Ferrari                    | Albert Park       |
| 2002   | Rubens Barrichello   | Kimi Räikkönen        | Michael Schumacher   | Ferrari                    | Albert Park       |
| 2003   | Michael Schumacher   | Kimi Räikkönen        | David Coulthard      | McLaren-Mercedes           | Albert Park       |
| 2004   | Michael Schumacher   | Michael Schumacher    | Michael Schumacher   | Ferrari                    | Albert Park       |
| 2005   | Giancarlo Fisichella | Fernando Alonso       | Giancarlo Fisichella | Renault                    | Albert Park       |
| 2006   | Jenson Button        | Kimi Räikkönen        | Fernando Alonso      | Renault                    | Albert Park       |
| 2007   | Kimi Räikkönen       | Kimi Räikkönen        | Kimi Räikkönen       | Ferrari                    | Albert Park       |
| 2008   | Lewis Hamilton       | Heikki Kovalainen     | Lewis Hamilton       | McLaren-Mercedes           | Albert Park       |
| 2009   | Jenson Button        | Nico Rosberg          | Jenson Button        | Brawn-Mercedes             | Albert Park       |
| 2010   | Sebastian Vettel     | Mark Webber           | Jenson Button        | McLaren-Mercedes           | Albert Park       |
| 2011   | Sebastian Vettel     | Felipe Massa          | Sebastian Vettel     | Red Bull-Renault           | Albert Park       |
| 2012   | Lewis Hamilton       | Jenson Button         | Jenson Button        | McLaren-Mercedes           | Albert Park       |
| 2013   | Sebastian Vettel     | Kimi Räikkönen        | Kimi Räikkönen       | Lotus-Renault              | Albert Park       |
| 2014   | Lewis Hamilton       | Nico Rosberg          | Nico Rosberg         | Mercedes                   | Albert Park       |
| 2015   | Lewis Hamilton       | Lewis Hamilton        | Lewis Hamilton       | Mercedes                   | Albert Park       |
| 2016   | Lewis Hamilton       | Daniel Ricciardo      | Nico Rosberg         | Mercedes                   | Albert Park       |
| 2017   | Lewis Hamilton       | Kimi Räikkönen        | Sebastian Vettel     | Ferrari                    | Albert Park       |
| 2018   | Lewis Hamilton       | Daniel Ricciardo      | Sebastian Vettel     | Ferrari                    | Albert Park       |
| 2019   | Lewis Hamilton       | Valtteri Bottas       | Valtteri Bottas      | Mercedes                   | Albert Park       |
| 2020   | Nu s-a desfășurat    | Nu s-a desfășurat     | Nu s-a desfășurat    | Nu s-a desfășurat          | Nu s-a desfășurat |
| 2021   | Nu s-a desfășurat    | Nu s-a desfășurat     | Nu s-a desfășurat    | Nu s-a desfășurat          | Nu s-a desfășurat |
| 2022   | Charles Leclerc      | Charles Leclerc       | Charles Leclerc      | Ferrari                    | Albert Park       |
| 2023   | Max Verstappen       | Sergio Pérez          | Max Verstappen       | Red Bull Racing-Honda RBPT | Albert Park       |
| 2024   | Max Verstappen       | Charles Leclerc       | Carlos Sainz Jr.     | Ferrari                    | Albert Park       |
| 2025   | Lando Norris         | Lando Norris          | Lando Norris         | McLaren-Mercedes           |                   |
| Sursa: |                      |                       |                      |                            |                   |

### Statistici
Șase piloți au obținut cel puțin câte un hat-trick (pole position, cel mai rapid tur și victorie într-o cursă): Damon Hill în 1995, Mika Häkkinen în 1998, Michael Schumacher în 2001 și 2004, Kimi Räikkönen în 2007, Lewis Hamilton în 2015 și Charles Leclerc în 2022.
Piloții și echipele îngroșate concurează în sezonul actual de Formula 1.

#### Multipli câștigători
| Victorii | Pilot              | Ani                    |
| -------- | ------------------ | ---------------------- |
| 4        | Michael Schumacher | 2000, 2001, 2002, 2004 |
| 3        | Jenson Button      | 2009, 2010, 2012       |
| 3        | Sebastian Vettel   | 2011, 2017, 2018       |
| 2        | Alain Prost        | 1986, 1988             |
| 2        | Gerhard Berger     | 1987, 1992             |
| 2        | Ayrton Senna       | 1991, 1993             |
| 2        | Damon Hill         | 1995, 1996             |
| 2        | David Coulthard    | 1997, 2003             |
| 2        | Kimi Räikkönen     | 2007, 2013             |
| 2        | Lewis Hamilton     | 2008, 2015             |
| 2        | Nico Rosberg       | 2014, 2016             |

| Victorii | Constructor | Ani                                                              |
| -------- | ----------- | ---------------------------------------------------------------- |
| 11       | McLaren     | 1986, 1988, 1991, 1992, 1993, 1997, 1998, 2003, 2008, 2010, 2012 |
| 11       | Ferrari     | 1987, 1999, 2000, 2001, 2002, 2004, 2007, 2017, 2018, 2022, 2024 |
| 5        | Williams    | 1985, 1989, 1994, 1995, 1996                                     |
| 4        | Mercedes    | 2014, 2015, 2016, 2019                                           |
| 2        | Renault     | 2005, 2006                                                       |
| 2        | Red Bull    | 2011, 2023                                                       |

#### Multipli deținători depole position
| Pole-uri | Pilot              | Ani                                            |
| -------- | ------------------ | ---------------------------------------------- |
| 8        | Lewis Hamilton     | 2008, 2012, 2014, 2015, 2016, 2017, 2018, 2019 |
| 6        | Ayrton Senna       | 1985, 1988, 1989, 1990, 1991, 1993             |
| 3        | Nigel Mansell      | 1986, 1992, 1994                               |
| 3        | Mika Häkkinen      | 1998, 1999, 2000                               |
| 3        | Michael Schumacher | 2001, 2003, 2004                               |
| 3        | Sebastian Vettel   | 2010, 2011, 2013                               |
| 2        | Jacques Villeneuve | 1996, 1997                                     |
| 2        | Jenson Button      | 2006, 2009                                     |
| 2        | Max Verstappen     | 2023, 2024                                     |

#### Multipli deținători de cel mai rapid tur
| CMRT | Pilot              | Ani                                |
| ---- | ------------------ | ---------------------------------- |
| 6    | Kimi Räikkönen     | 2002, 2003, 2006, 2007, 2013, 2017 |
| 5    | Michael Schumacher | 1992, 1994, 1999, 2001, 2004       |
| 2    | Gerhard Berger     | 1987, 1991                         |
| 2    | Damon Hill         | 1993, 1995                         |
| 2    | Nico Rosberg       | 2009, 2014                         |
| 2    | Daniel Ricciardo   | 2016, 2018                         |
| 2    | Charles Leclerc    | 2022, 2024                         |

## Câștigătorii Marelui Premiu al Australiei (Non-Formula 1)
Câștigătorii edițiilor care nu au făcut parte din Campionatul Mondial de Formula 1.
- * Din 1932 până în 1948, câștigătorul a fost stabilit pe o bază de handicap.[4]
- + Evenimentul din 1937 a fost organizat ca „Marele Premiu al Centenarului din Australia de Sud” la 26 decembrie 1936.[5]
- # Evenimentul din 1928 a fost cunoscut oficial drept „Cursa de 100 de mile” (100 Miles Road Race).[6]

| An          | Pilot                                                         | Constructor                                                   | Locație                                                       |                                                               |
| ----------- | ------------------------------------------------------------- | ------------------------------------------------------------- | ------------------------------------------------------------- | ------------------------------------------------------------- |
| 1928 #      | Arthur Waite                                                  | Austin                                                        | Phillip Island                                                |                                                               |
| 1929        | Arthur Terdich                                                | Bugatti                                                       | Phillip Island                                                |                                                               |
| 1930        | Bill Thompson                                                 | Bugatti                                                       | Phillip Island                                                |                                                               |
| 1931        | Carl Junker                                                   | Bugatti                                                       | Phillip Island                                                |                                                               |
| 1932        | Bill Thompson *                                               | Bugatti                                                       | Phillip Island                                                |                                                               |
| 1933        | Bill Thompson *                                               | Riley                                                         | Phillip Island                                                |                                                               |
| 1934        | Bob Lea-Wright *                                              | Singer                                                        | Phillip Island                                                |                                                               |
| 1935        | Les Murphy *                                                  | MG                                                            | Phillip Island                                                |                                                               |
| 1936        | Nu s-a desfășurat                                             | Nu s-a desfășurat                                             | Nu s-a desfășurat                                             | Nu s-a desfășurat                                             |
| 1937 +      | Les Murphy *                                                  | MG                                                            | Victor Harbor                                                 |                                                               |
| 1938        | Peter Whitehead *                                             | ERA                                                           | Bathurst                                                      |                                                               |
| 1939        | Alan Tomlinson *                                              | MG                                                            | Lobethal                                                      |                                                               |
| 1940 – 1946 | Nu s-a desfășurat din cauza celui de-al doilea război mondial | Nu s-a desfășurat din cauza celui de-al doilea război mondial | Nu s-a desfășurat din cauza celui de-al doilea război mondial | Nu s-a desfășurat din cauza celui de-al doilea război mondial |
| 1947        | Bill Murray *                                                 | MG                                                            | Bathurst                                                      |                                                               |
| 1948        | Frank Pratt *                                                 | BMW                                                           | Point Cook                                                    |                                                               |
| 1949        | John Crouch                                                   | Delahaye                                                      | Leyburn                                                       |                                                               |
| 1950        | Doug Whiteford                                                | Ford                                                          | Nuriootpa                                                     |                                                               |
| 1951        | Warwick Pratley                                               | GRS-Ford                                                      | Narrogin                                                      |                                                               |
| 1952        | Doug Whiteford                                                | Talbot-Lago                                                   | Bathurst                                                      |                                                               |
| 1953        | Doug Whiteford                                                | Talbot-Lago                                                   | Albert Park                                                   |                                                               |
| 1954        | Lex Davison                                                   | HWM-Jaguar                                                    | Southport                                                     |                                                               |
| 1955        | Jack Brabham                                                  | Cooper-Bristol                                                | Port Wakefield                                                |                                                               |
| 1956        | Stirling Moss                                                 | Maserati                                                      | Albert Park                                                   |                                                               |
| 1957        | Lex Davison Bill Patterson                                    | Ferrari                                                       | Caversham                                                     |                                                               |
| 1958        | Lex Davison                                                   | Ferrari                                                       | Bathurst                                                      |                                                               |
| 1959        | Stan Jones                                                    | Maserati                                                      | Longford                                                      |                                                               |
| 1960        | Alec Mildren                                                  | Cooper-Maserati                                               | Lowood                                                        |                                                               |
| 1961        | Lex Davison                                                   | Cooper-Climax                                                 | Mallala                                                       |                                                               |
| 1962        | Bruce McLaren                                                 | Cooper-Climax                                                 | Caversham                                                     |                                                               |
| 1963        | Jack Brabham                                                  | Brabham-Climax                                                | Warwick Farm                                                  |                                                               |
| 1964        | Jack Brabham                                                  | Brabham-Climax                                                | Sandown                                                       |                                                               |
| 1965        | Bruce McLaren                                                 | Cooper-Climax                                                 | Longford                                                      |                                                               |
| 1966        | Graham Hill                                                   | BRM                                                           | Lakeside                                                      |                                                               |
| 1967        | Jackie Stewart                                                | BRM                                                           | Warwick Farm                                                  |                                                               |
| 1968        | Jim Clark                                                     | Lotus-Cosworth                                                | Sandown                                                       |                                                               |
| 1969        | Chris Amon                                                    | Ferrari                                                       | Lakeside                                                      |                                                               |
| 1970        | Frank Matich                                                  | McLaren-Repco/Holden                                          | Warwick Farm                                                  |                                                               |
| 1971        | Frank Matich                                                  | Matich-Repco/Holden                                           | Warwick Farm                                                  |                                                               |
| 1972        | Graham McRae                                                  | Leda-Chevrolet                                                | Sandown                                                       |                                                               |
| 1973        | Graham McRae                                                  | McRae-Chevrolet                                               | Sandown                                                       |                                                               |
| 1974        | Max Stewart                                                   | Lola-Chevrolet                                                | Oran Park                                                     |                                                               |
| 1975        | Max Stewart                                                   | Lola-Chevrolet                                                | Surfers Paradise                                              |                                                               |
| 1976        | John Goss                                                     | Matich-Repco/Holden                                           | Sandown                                                       |                                                               |
| 1977        | Warwick Brown                                                 | Lola-Chevrolet                                                | Oran Park                                                     |                                                               |
| 1978        | Graham McRae                                                  | McRae-Chevrolet                                               | Sandown                                                       |                                                               |
| 1979        | Johnnie Walker                                                | Lola-Chevrolet                                                | Wanneroo                                                      |                                                               |
| 1980        | Alan Jones                                                    | Williams-Cosworth                                             | Calder                                                        |                                                               |
| 1981        | Roberto Moreno                                                | Ralt-Ford                                                     | Calder                                                        |                                                               |
| 1982        | Alain Prost                                                   | Ralt-Ford                                                     | Calder                                                        |                                                               |
| 1983        | Roberto Moreno                                                | Ralt-Ford                                                     | Calder                                                        |                                                               |
| 1984        | Roberto Moreno                                                | Ralt-Ford                                                     | Calder                                                        |                                                               |

## Legături externe
- The Australian Grand Prix official website
- Australian Grand Prix Statistics
- Melbourne Formula 1 Statistics
- Melbourne GP Circuit on Google Maps (Current Formula 1 Tracks)